# Miguel Asín Palacios
Miguel Asín Palacios, né le 5 juillet 1871 à Saragosse (Aragon, Espagne) et mort le 12 août 1944 à Saint-Sébastien (Pays basque, Espagne), est un écrivain espagnol, islamologue et prêtre catholique.

## Biographie
Représentant de l'école historique du Néothomisme et spécialiste de la pensée arabo-andalouse, il est principalement connu pour être l'auteur de La escatologia musulmana en la « Divina Comedia » (eschatologie musulmane de La Divine Comédie de Dante), une thèse suggérant qu'il existe des sources musulmanes pour les idées et les motifs présents dans la Divine Comédie. Son livre El Islam Cristianizado (L'Islam christianisé, 1931) est une étude du soufisme à travers les travaux de Ibn Arabî. Il s'agit du premier grand ouvrage consacré à Ibn Arabî dans une langue européenne.
On lui doit également des traductions des principales œuvres d'Ibn Hazm, la découverte de l'exemplaire original (inachevé) du Régime du solitaire d'Avenpace, la reconstitution du système d'Ibn Massara à l'aide des citations d'auteurs arabes (Ibn Massara y su escuela, origines de la filosofia hispano-musulmana), ou encore la redécouverte du philosophe Ibn al Sid dont il reconstitua l'œuvre.

## Publications

### Livres
- Algazel, dogmática, moral y ascética (Saragosse, 1901), préfacé par Menéndez y Pelayo.
- Abenmasarra y su escuela. Orígenes de la filosofía hispano-musulmana (Madrid 1914; Madrid, Impressa Ibérica, 1917).
- La escatologia musulmana en la « Divina Comedia », (Madrid, Real Academia Española, 1919; Editoria Plutarco, Madrid 1931); dans la deuxième édition (Escuelas de Estudios Árabes de Madrid y Granada, 1943), le texte est suivi de son Historia y crítica de una polémica de 1924 augmentée (143 pages);  troisième édition (Madrid: Instituto Hispano. Árabe de Cultura 1961) rééditée en 1984 par Ediciones Hiperión, Madrid.
  - traduit en français par Antoine Cabaton sous le titre L'Eschatologie musulmane dans la Divine Comédie
- Dante y el Islam (Madrid, 1927), note préliminaire par Emilio García Gómez qui a publié cette courte version.
- Abenhazam de Córdoba y su Historia crítica de las ideas religiosas (5 volumes, Madrid, Real Academia de la Historia; Madrid, Revista de Archivos 1927-1932).
- El justo medio de la creencia. Compendio de teología dogmática de Algazel. Traduction espagnole (Madrid, Mestre, 1929).
- El Islam cristianizado. Estudio del sufismo a través de las obras de Abenárabi de Murcia (Madrid,Editorial Plutarco, 1931); réédition 1981, 1990 par Ediciones Hiperión, Madrid, 543 pages.
- Vidas de santones andaluces, la "Epistola de la santidad" de Ibn Arabî de Murcia (Madrid, 1933).
- La Espiritualidad de Algazel y su sentido cristiano (4 volumes, Madrid, 1934-1941).

### Collections d'articles
- Huellas del Islam. Sto. Tomas de Aquino, Turmeda, Pascal, Jean de La Croix (Madrid, Espana-Calpe, 1941), 307 pages. Collection de 5 articles.
- Obras escogidas (3 volumes, Madrid 1946-1948).  Collections d'articles.
- Sadilies y Alumbrados (Madrid, Ediciones Hiperion, 1989), 452 pages. Articles posthumes.
- Tres estudios sobre pensamiento y místico hispano-musulman (Madrid, Ediciones Hiperion, 1991).  Collection sur : Ibn Masarra (1914), Abu-l-Abbas (1931), Jean de La Croix (1933).

### Articles
- « Mohidin » dans Homenaje a Menéndez y Pelayo (Madrid, Suarez 1899) dans II: 217-256.
- « Bosquejo de un diccionario téchnico de filosofia y teología musulmana » dans Revista de Aragon (Saragosse), III: 50-56, 385-392 (1902);  V: 179-189, 264-275, 343-359 (1903).
- « El averroismo teologico de Santo Tomas de Aquino» dans Homenaje a D. Francisco Cadera (Saragosse, 1904), pages 271-331.
- « La psicologia de extasis en dos grandes místicos musulmanes, Algazel y Mohidin Abenarabi » dans Cultura Española I: 209-235 (Madrid, 1906).
- « Sens du mot Tehafot dans les œuvres d'el-Gazali et d'Averroès» dans Revue Africaine nos. 261 & 262 (Algérie, 1906).
- « La moral gnomica de Abenhazam » dans Cultura Española XIII: 41-61 (Madrid 1909).
- « La Mystique d’Al-Ḡazzālī », Mélanges de l'Université Saint-Joseph, vol. 7, no 1,‎ 1914, p. 67–104 (DOI 10.3406/mefao.1914.954, lire en ligne, consulté le 16 juin 2023)
- « Logia et agrapha Domini Jesu apud moslemicos scriptores, asceticos praeserim, usitata» dans Patrología Orientalis (Paris, Didot), XIII/3 (1916, 1919), XIX (1926).
- « Los precedentes musulmanes del Pari de Pascal» dans Boletin de la Biblioteca Menendez y Palayo (Santander), II: 171-232 (1920).
- « Influencias evangelicas en la literatura religiosa del Islam » dans A Volume of Oriental Studies publiépar Thomas Arnold et Reynold Nicholson (Cambridge Univ. 1922).
- « La escatología musulmana en la Divina Comedia, Historia y crítica de una polemica » également publiée dans Boletin de la Real Academia Española (Madrid 1924), Il Giornale Dantesco (Florence 1924), Litteris (Lund, Suède, 1924); « Influence musulmane dans la Divine Comédie, Histoire et critique d'une polémique » dans Revue de littérature comparée (Paris, 1924).
- « Una sinopsis de la ciencia de los fundamentos juridicos segun Algazel » dans Anuario de Historia del Derecho Español 2: 13-26 (1925).
- « El místico murciano Abenarabe » dans Boletin de la Academia de la Historia (1925-1928).
- « El místico Abu-l Abbas Ibn al-'Arif de Almeria y su Mahasin Al-Mayalis » dans Boletin de la Universidad de Madrid III: 441-458 (1931).
- « Un precursor hispano musulman de San Juan de la Cruz » dans Al-Andalus I: 7-79 (1933).
- « Ibn-Al-Sid de Badajoz y su Libro de los cercos » dans Al-Andalus V: 45-154 (1940).
- « La Carta de Adios de Avempace » dans Al-Andalus VIII: 1-87 (1943).
- « Porque lucharon a nuestro lado los musulmanes marroquies » dans Boletin de la Universidad Central (Madrid 1948).
- « Sadilies y alumbrados » dans Al-Andalus IX-XVI (1944-1951).